# Port-sur-Saône
Port-sur-Saône és un municipi francès situat al departament de l'Alt Saona i a la regió de Borgonya - Franc Comtat. L'any 2007 tenia 2.948 habitants.

## Demografia

### Població
El 2007 la població de fet de Port-sur-Saône era de 2.948 persones. Hi havia 1.294 famílies, de les quals 425 eren unipersonals (127 homes vivint sols i 298 dones vivint soles), 393 parelles sense fills, 365 parelles amb fills i 111 famílies monoparentals amb fills.
La població ha evolucionat segons el següent gràfic:
Habitants censats

### Habitatges
El 2007 hi havia 1.451 habitatges, 1.311 eren l'habitatge principal de la família, 33 eren segones residències i 107 estaven desocupats. 1.024 eren cases i 421 eren apartaments. Dels 1.311 habitatges principals, 732 estaven ocupats pels seus propietaris, 557 estaven llogats i ocupats pels llogaters i 22 estaven cedits a títol gratuït; 34 tenien una cambra, 100 en tenien dues, 220 en tenien tres, 361 en tenien quatre i 595 en tenien cinc o més. 895 habitatges disposaven pel capbaix d'una plaça de pàrquing. A 597 habitatges hi havia un automòbil i a 501 n'hi havia dos o més.

### Piràmide de població
La piràmide de població per edats i sexe el 2009 era:
| Homes | Edats   | Dones |
| ----- | ------- | ----- |
| 0     | 95 o +  | 4     |
| 8     | 90 a 94 | 12    |
| 20    | 85 a 89 | 24    |
| 16    | 80 a 84 | 4     |
| 24    | 75 a 79 | 64    |
| 48    | 70 a 74 | 48    |
| 48    | 65 a 69 | 88    |
| 88    | 60 a 64 | 84    |
| 64    | 55 a 59 | 56    |
| 104   | 50 a 54 | 100   |
| 108   | 45 a 49 | 76    |
| 72    | 40 a 44 | 96    |
| 108   | 35 a 39 | 100   |
| 136   | 30 a 34 | 84    |
| 84    | 25 a 29 | 108   |
| 88    | 20 a 24 | 48    |
| 92    | 15 a 19 | 136   |
| 108   | 10 a 14 | 80    |
| 100   | 5 a 9   | 88    |
| 92    | 0 a 4   | 84    |

## Economia
El 2007 la població en edat de treballar era de 1.904 persones, 1.388 eren actives i 516 eren inactives. De les 1.388 persones actives 1.245 estaven ocupades (661 homes i 584 dones) i 143 estaven aturades (68 homes i 75 dones). De les 516 persones inactives 197 estaven jubilades, 158 estaven estudiant i 161 estaven classificades com a «altres inactius».

### Ingressos
El 2009 a Port-sur-Saône hi havia 1.362 unitats fiscals que integraven 3.120,5 persones, la mediana anual d'ingressos fiscals per persona era de 16.088 €.

### Activitats econòmiques
Dels 129 establiments que hi havia el 2007, 2 eren d'empreses extractives, 9 d'empreses alimentàries, 1 d'una empresa de coc i refinatge, 2 d'empreses de fabricació de material elèctric, 1 d'una empresa de fabricació d'elements pel transport, 7 d'empreses de fabricació d'altres productes industrials, 17 d'empreses de construcció, 26 d'empreses de comerç i reparació d'automòbils, 6 d'empreses de transport, 7 d'empreses d'hostatgeria i restauració, 7 d'empreses financeres, 10 d'empreses immobiliàries, 11 d'empreses de serveis, 16 d'entitats de l'administració pública i 7 d'empreses classificades com a «altres activitats de serveis».
Dels 49 establiments de servei als particulars que hi havia el 2009, 1 era una oficina d'administració d'Hisenda pública, 1 gendarmeria, 1 oficina de correu, 3 oficines bancàries, 1 funerària, 7 tallers de reparació d'automòbils i de material agrícola, 1 autoescola, 4 paletes, 1 guixaire pintor, 4 fusteries, 3 lampisteries, 5 electricistes, 3 perruqueries, 2 veterinaris, 6 restaurants, 3 agències immobiliàries i 3 salons de bellesa.
Dels 12 establiments comercials que hi havia el 2009, 1 era un hipermercat, 5 fleques, 1 una fleca, 1 una llibreria, 1 una botiga d'electrodomèstics i 3 floristeries.
L'any 2000 a Port-sur-Saône hi havia 8 explotacions agrícoles que ocupaven un total de 348 hectàrees.

## Equipaments sanitaris i escolars
El 2009 hi havia 1 centre de salut i 1 farmàcia.
El 2009 hi havia 2 escoles elementals.

## Poblacions més properes
El següent diagrama mostra les poblacions més properes.